# Дорджи, Пема
Друнгчо Пема Дорджи (дзонг-кэ དྲུང་འཚོ་པདྨ་རྡོ་རྗེ, англ. Drungtsho Pema Dorji) (1936—2009), доктор традиционной бутанской и тибетской медицины, был первым человеком, кто стал применять традиционную медицину в государственных лечебных учреждениях. Он был основателем и директором Национальной больницы народной медицины и Института народной медицины в столице Тхимпху, а также ключевой фигурой в создании Департаментом здравоохранения больниц и медицинских пунктов во всех 20 районах Бутана, которые предоставляют бесплатное лечение для всех граждан страны.
Пема Дорджи родился в Таши Дингкха, дзонгхаг Тонгса в семье традиционных врачей. Он начал своё медицинское образование в Курто, дзонгхаг Лхунтсе на востоке Бутана под руководством Друнгчо Чими Гьелчена (Drungtsho Chimi Gyeltshen), брата своей бабушки, который был личным врачом королевы Аши Ом, жены Его Величества Джигме Вангчука.
В 1946 году Пема Дорджи покинул Бутан, чтобы продолжить обучение в известном колледже народной медицины Чагпори (Chagpori) в Лхасе, Тибет. Там он провёл 7 лет, обучаясь у величайших мастеров народной медицины. Выпустившись в 1953 году, он вернулся в Бутан, где в течение 9 лет работал под руководством своего дяди Нетен Цеван Гьелчена (Neten Tsewang Gyeltshen) в дзонге Тонгса.
В 1968 году Друнгчо Шераб Джорден и Друнгчо Пема Дорджи создали первую больницу народной медицины в Деченчолинге, неподалёку от Тхимпху. С 1971 года там начали подготавливать врачей (Menpa и Drungtsho). В 1979 году Пема Дорджи учредил новую Национальную больницу народной медицины в Каваджангса, Тхимпху, которая является частью Института народной медицины.
2 июня 1999 года король Джигме Сингье Вангчук наградил Пема Дорджи Королевским орденом Бутана (Druk Thuksey) за его работу и вклад в развитие народной медицины в Бутане.